# إبراهيم ماطر
إبراهيم ماطر لاعب كرة قدم سعودي سابق.

## مولده ونشأته
هو إبراهيم ماطر الحربي مواليد 1973 م في العاصمة الرياض، لعب لنادي النصر ونادي أحد ومنتخب السعودية لكرة القدم.
وقضى قرابة الـ16 عاماً كلاعب كرة قدم طرز مسيرته الكروية بالذهب والألقاب المحلية والخارجية.
اشتهر بلقب «الشاطر» الذي اطلقته عليه إحدى الصحف نظير دهائه في الملعب وامكانيته المميزة.
تعد بطولة الدوري السعودي عام 1414هـ انطلاقة ماطر الحقيقة مع نادي النصر، فيما أن كأس آسيا 96 مع المنتخب كانت انطلاقة ماطر الدولية.

## بدايات الشاطر
كان ماطر قد جاء إلى صفوف نادي النصر عام 1408هـ بفضل الإداريين في الفئات السنية بنادي النصر الأستاذ حمود الشهري والأستاذ عمير، حيث خضع لتجربة مع فريق الناشئين ونال اعجاب الأمير عبد العزيز بن سعود المشرف على درجتي الناشئين والشباب آنذاك.
بعد أن تم تسجيل إبراهيم ماطر تم اختياره في صفوف منتخب الناشئين كما مثل منتخب الشباب بعد ذلك.
ومن الدلائل على موهبته الفذة هو أنه في عام 1412هـ مثل جميع الدرجات السنية بالنادي حيث لعب مع الناشئين والشباب والفريق الأول.
ولكن إدرة نادي النصر قررت تثبيت اللاعب ضمن الفريق الأول ابتداء من عام 1413هـ

## ماطر والنصر
مسيرة ماطر مع النصر معطرة بالإنجازات والبطولات، فبعد صعوده للفريق الأول بسنتين فقط نجح في قيادة النصر مع مجموعة من اللاعبين للفوز بلقب الدوري عام 1414هـ.
وفي العام الذي تلاه ساهم مع النصر أيضاً في الفوز ببطولة الدوري 1415هـ ولقب كأس الخليج، ثم حقق مع النصر كأس الخليج مرة أخرى عام 1416هـ وفي العام الذي تلاه فاز بـ كأس الكؤوس الآسيوية ثم كأس السوبر الآسيوي وصعد مع الفريق لـ كأس العالم للأندية.
نهاية إبراهيم ماطر كانت في عام 1426هـ حيث تم تنسيقه من الكشوفات ورحل لنادي أحد في تجربة قصيرة في الدرجة الأولى ثم اعتزل اللعب نهائياً.

## ماطر والمنتخب
مسيرة ماطر مع المنتخب بدأت في عام 1995 ولكنه أخذ مكانه في التشكيلة الأساسية في عام 1996 وتحديداً في كأس أمم آسيا بالإمارات والتي قدم فيها مستويات ملفتة ورائعة ونال على اثرها الكثير من الإشادة.
ومنذ تلك الاطلالة الرائعة لماطر لم يغب عن المنتخب السعودي حتى عام 2002 وكانت غياباته فقط لظروف الإصابة التي لازمته كثيراً وحرمته من المشاركة في مونديال فرنسا حيث لعب دقائق معدودة في لقاء الافتتاح مع فرنسا واصيب وفي مونديال 2002 اصيب قبل البطولة بايام قليلة.
كما غاب عن كاس آسيا 2000 بلبنان لنفس السبب، ولكن ماطر نجح مع المنتخب في الفوز بالبطولات وهي بطولة آسيا كما اسلفنا وكأس الخليج بالسعودية وكأس العرب بقطر. وشارك في أولمبياد اتلانتا عام 96م.

## مميزات ماطر
مميزات إبراهيم ماطر كثيرة ومنها السرعة والمهارات العالية والبنية الجسمانية، ولكن أبرز ماكان يميزه هو ذكائه في الملعب وقدرته على تمرير الكرات الساقطة للمهاجمين، وأبرز الأهداف التي سجلت بهذه الطريقة، هدف عبيد الدوسري في قطر عام 98 في نهائي كأس العرب.
شكل ماطر ثنائي مميز في وسط المنتخب مع خميس العويران لاعب الهلال والاتحاد، فيما شكل ثنائي أكثر روعة مع أحمد بن نصيب في نادي النصر.
خلال مسيرته تلقى إبراهيم ماطر ثلاث بطاقات صفر ولم يتلقى بطاقة حمراء

## نهاية ماطر
نهاية إبراهيم ماطر مع كرة القدم لم تليق باسهاماته وبما قدمه مع ناديه والمنتخب، حيث قررت إدارة النصر في عام 1426هـ ابعاد اللاعب ضمن مجموعة من اللاعبين بهدف الإحلال ليرحل بعد ذلك لـ نادي أحد في المدينة المنورة والذي مثله لمدة موسم ثم اعتزل الكرة بشكل نهائي واتجه للتجارة.
ويقول ماطر في هذا الصدد من خلال حوار صحفي سابق «كان قرار ابعادي من الإدارة صدمت بالنسبة لي أصابتني بالإحباط». ويرى ماطر انه سبب تدني مستواه في أواخر مسيرته مع النادي يعود لعدم اعطائه مستحقاته المالية وعدم توفر العوامل المساعدة على النجاح والتي اجبرت الفريق على الغياب عن البطولات.

## إسهاماته مع النصر
- الحصول على كأس دوري خادم الحرمين الشريفين عام 94 و95
- الحصول على كأس الاتحاد السعودي 97
- الحصول على كأس الكؤوس الآسيوية 97
- الحصول على كأس السوبر الآسيوي 98
- الحصول على كأس الخليج للأندية 95 و96
- المساهمة في تأهل النصر لـ كأس العالم لأندية كرة القدم عام 2000

## إسهاماته مع المنتخب
- الحصول على كأس الخليج العربي عام 2001
- الحصول على كأس آسيا 96
- الحصول على كأس العرب 98
- المساهمة في تأهل المنتخب لـ كأس العالم لكرة القدم 98 و2002
- المشاركة في كأس القارات 99م
- المشاركة في أولمبياد أتلانتا 96م.

## روابط خارجية
- إبراهيم ماطر على موقع الاتحاد الدولي (مؤرشف)  (الإنجليزية)
- إبراهيم ماطر على موقع قاعدة بيانات كرة القدم.إي يو (الإنجليزية)
- إبراهيم ماطر على موقع ناشيونال فوتبول تيمز (الإنجليزية)
- إبراهيم ماطر على موقع عالم كرة القدم.نت (الإنجليزية)
- إبراهيم ماطر على موقع كووورة
- إبراهيم ماطر على موقع أوليمبيديا (الإنجليزية)